# Straßenrennen der Männer bei den Zentralamerika- und Karibikspielen
Seit 1938 werden Wettbewerbe im Radsport im Rahmen der Zentralamerika- und Karibikspiele (Central American and Caribbean Games) veranstaltet. Das Straßenrennen der Männer bei den Zentralamerika- und Karibikspielen gehörte zu den ersten Disziplinen, die dabei im Straßenradsport ausgetragen wurden. Seit 1998 wird auch das Straßenrennen der Frauen bei den Zentralamerika- und Karibikspielen ausgerichtet.

## Palmarès
- 1938  Teodore Capriles
- 1946  Víctor Fernández
- 1950  Ricardo García Peralta
- 1954  Arsenio Chirinos
- 1959  Antonio Montilla
- 1962  Filiberto Mercado
- 1966  Martín Emilio Rodríguez
- 1970  José Jaime Galeano
- 1974  Roberto Menéndez
- 1978  Juan Arroyo
- 1982  Antonio Quintero
- 1986  Fernando Correa
- 1990  Juan Camacho
- 1993  Freddy Moncada
- 1998  Pedro Pablo Pérez
- 2002  José Chacón
- 2006  Fausto Esparza
- 2010  Honorio Machado
- 2014  Carlos Gálviz
- 2018  Nelson Soto
- 2023  Orluis Aular